# Keeper of the Seven Keys, Part 3 - The Legacy
Keeper of the Seven Keys - The Legacy är det tyska power metal-bandet Helloweens elfte studioalbum, utgivet i oktober 2005 på Steamhammer, och i Japan på Victor. Det var Helloweens första dubbelalbum, och med en speltid på 77 minuter också bandets längsta.
Albumet är en fortsättning på de klassiska skivorna Keeper of the Seven Keys, Part 1 (1987) och Part 2 (1988). Den schweiziske trummisen Dani Löble gjorde här sin albumdebut med Helloween. Skivan gästades av Candice Night (Blackmore's Night), Oliver Hartmann (ex-At Vance, Avantasia) och Olaf Senkbeil (Dreamtide).
Två singlar släpptes: "Mrs. God" och "Light the Universe". Musikvideor gjordes till båda.

## Låtlista
CD 1
1. "The King for a 1000 Years" – 13:54
2. "The Invisible Man" – 7:17
3. "Born on Judgment Day" – 6:14
4. "Pleasure Drone" – 4:08
5. "Mrs. God" – 2:55
6. "Silent Rain" – 4:21

CD 2
1. "Occasion Avenue" – 11:04
2. "Light the Universe" (med Candice Night) – 5:00
3. "Do You Know What You Are Fighting For" – 4:45
4. "Come Alive" – 3:20
5. "The Shade in the Shadow" – 3:24
6. "Get It Up" – 4:13
7. "My Life for One More Day" – 6:51

Bonusspår på den japanska utgåvan
1. "Revolution" – 5:06

## Medverkande
Musiker
- Andi Deris – sång, keyboard
- Michael Weikath – gitarr
- Sascha Gerstner – gitarr, keyboard
- Markus Grosskopf – basgitarr
- Dani Löble – trummor

Bidragande musiker
- Friedel Amon – keyboard
- Candice Night – sång
- Oliver Hartmann – bakgrundssång
- Olaf Senkbeil – bakgrundssång
- Xavier Russell – berättarröst

Produktion
- Charlie Bauerfeind – producent, inspelningstekniker, mixning, mastering
- Pat Regan – inspelningstekniker
- Martin Häusler – omslagskonst, design
- Mathias Bothor – foto